# My Forbidden Lover
A My Forbidden Lover című dal az amerikai diszkó csapat Chic 1979-ben megjelent kislemeze a Risqué című stúdióalbumról. A dalt Bernard Edward és Nile Rodgers írták.
A dal hangmintáit 1999-ben Nerio's Dubwork featuring Daryl Pandy által feldolgozott Sunshine and Happiness című dalban is hallani lehetett, de a 2001-es Alcazar dal a Sexual Guarantee is tartalmazott hangmintákat az eredeti dalból. Ezek mellett Luther Vandross dalában a Shine-ban, és a 2010-es The Black Eyed Peas Fashion Beats című dalában is az eredeti hangmintákat használták fel.

## Megjelenések
12"  GER Atlantic – ATL 20 192
- A	My Forbidden Lover	6:29
- B	What About Me	4:10

## Slágerlisták
| Slágerlista (1979)                           | Legjobb helyezés |
| -------------------------------------------- | ---------------- |
| Egyesült Királyság (Official Charts Company) | 15               |
| Belgium (Ultratop 50 Flanders)               | 19               |
| Hollandia (Top 40)                           | 23               |
| Írország (IRMA)                              | 28               |
| Németország (Media Control Charts)           | 47               |

A dal 1979 októberében az Egyesült Királyság kislemezlistáján a 15. helyig jutott, viszont az amerikai Billboard Top 40-es slágerlistára nem sikerült betörnie.